# Unleashed
Unleashed este o formație de death metal din Suedia , înființată în anul 1989.

## Componență

### Membri actuali
- Johnny Hedlund - Voce , bas (1989-prezent)
- Fredrik Folkare - Chitară (1997–prezent)
- Tomas Måsgard - Chitară (1989–prezent)
- Anders Schultz - Baterie (1989–present)

### Foști membri
- Fredrik Lindgren - Chitară (1989–1995)

## Discografie

### Albume de studio
- Where No Life Dwells (1991)
- Shadows in the Deep (1992)
- Across the Open Sea (1993)
- Victory (1995)
- Warrior (1997)
- Hell's Unleashed (2002)
- Sworn Allegiance (2004)
- Midvinterblot (2006)
- Hammer Battalion (2008)
- As Yggdrasil Trembles (2010)
- Odalheim  (2012)